# Caramel assassí
 Caramel assassí  (original: Jawbreaker) és una comèdia dramàtica americana de 1999 de Darren Stein. Ha estat doblada al català.

## Argument
La intriga es desenvolupa al Reagan High School a Los Angeles. El dia de l'aniversari de Liz Purr, i per tal de fer-li una broma, tres de les seves amigues l'emmordassen amb un Jawbreaker (un caramel, rodó, gruixut i dur per xuclar) i la llancen al maleter d'un cotxe on mor ofegada. Courtney insisteix per cobrir l'homicidi. Però una persona ho ha vist tot: Fern, la més estudiosa de la classe. Per evitar que les delati, la convertiran en la cap del grup. Comèdia que parodia els films de terror ambientats en les High Schools estatunidenques.

## Repartiment
- Rose McGowan: Courtney Alice Shayne
- Rebecca Gayheart: Julie Freeman
- Julie Benz: Marcie Fox
- Judy Greer: Fern Mayo / Violette
- Ethan Erickson: Dane Sanders
- Charlotte Ayanna: Elizabeth "Liz" Purr
- Chad Christ: Zack Tartak
- Tatyana Ali: Brenda Chad
- PJ Soles: Mrs. Purr
- William Katt: Mr. Purr
- Jeff Conaway: Mr. Fox
- Marilyn Manson: l'estrafolària
- Carol Kane: Ms. Sherwood
- Pam Grier: Detectiu Vera Cruz

## Rebuda
- "El caramel assassí només venia a representar la dualitat de la dolçor de roselles de les noies, contra la idea que podria trencar la seva mandíbula"[4]
- Una comèdia d'adolescents mordaç, negra, segueix tres noies adolescents de Califòrnia que fan el que podria ser el fals pas social de les seves vides: Maten un amic.[5]